# Pleonazm
Pleonazm (z gr. πλεονασμός pleonasmos „nadmiar”), potocznie lub żartobliwie masło maślane – wyrażenie, w którym jedna część wypowiedzi zawiera treść występującą także w drugiej części, zaliczane do redundantnych połączeń wyrazowych.

## Charakterystyka pojęcia
W literaturze językoznawczej nie czyni się konsekwentnego rozróżnienia między terminami „pleonazm” i „tautologia”. Według niektórych klasyfikacji pleonazmami są wyłącznie połączenia wyrazów w stosunku nadrzędno-podrzędnym (jako przeciwstawne traktuje się wówczas tautologie, będące konstrukcjami o charakterze współrzędnym). Pozostali autorzy natomiast nie wprowadzają wyraźnego rozróżnienia między tymi określeniami . Określenia „pleonazm” i „tautologia” są znane także w nauce o literaturze, wchodząc w skład problematyki stylistycznej. Inne bliskoznaczne terminy to „battologia” i „perissologia”.
Niekiedy pleonazmy stosuje się celowo do konstrukcji figur retorycznych (np. najbielszy odcień bieli), dla osiągnięcia efektu humorystycznego  lub wzmocnienia siły ekspresji. Są spotykane w utworach literackich i typowe dla tradycji oralnych. Mogą być zamierzoną amplifikacją, wzbogacającą styl tekstu. Charakter pleonastyczny wykazują również niektóre wyrażenia języka codziennego; część z nich (np. mała dziewczynka) spotyka się z aprobatą ze strony normatywistów, z kolei inne są oceniane negatywnie.
Pleonazmy są typowym przedmiotem krytyki językowej na gruncie preskryptywnego podejścia do języka, a ich używanie bywa postrzegane w kategorii uchybienia stylistycznego. Częsta postawa językowa, która sprzeciwia się obecności pleonazmów i innych form nadmiarowości słownej, czasem uchodzi za naukowo bezpodstawną i została nazwana ideologią antyredundancji; pleonazmy to bowiem jeden z wielu przejawów redundancji w języku. Niektórzy polscy badacze nadają terminowi „pleonazm” węższy zakres znaczeniowy, rezerwując to miano dla redundancji krytykowanych i uważanych za niefortunne.
Zdarza się, że wyrażenie na pierwszy rzut oka pleonastyczne w rzeczywistości nie komunikuje nadmiarowych treści – na przykład jeśli z kontekstu wynika, że wypowiedź może dotyczyć zarówno polityka Lipca, jak i miesiąca, to wyrażenie mowa jest o miesiącu lipcu nie jest właściwym pleonazmem.

## Mechanizmy powstawania
Pleonazmy czasami zawierają wyrazy pokrewne (np. tłusty tłuszcz), wyrazy obce, których zakresu semantycznego twórca wypowiedzi nie uświadamia sobie w pełni, przynajmniej w momencie mówienia (np. akwen wodny), lub powielone dodatkowym słowem znaczenia wynikające z użytej formy leksykalnej lub gramatycznej (np. ryzyko wystąpienia powikłań zamiast ryzyko powikłań).

## Przykłady
W języku polskim
- cofać się do tyłu
- wracać z powrotem
- najbardziej optymalne
- równe połowy
- pełny komplet
- potencjalnie możliwy
- pozytywna aprobata
- akwen wodny
- fakt autentyczny
- demokracja ludowa
- wzajemna współpraca
- kopnąć nogą
- spadać w dół
- kontynuować dalej
- zabić na śmierć[a]

W języku angielskim
- free gift
- plans for the future
- new innovation[15]

## Skrótowce
Formalnie pleonazmami są również niektóre wyrażenia skrótowcowe, na przykład te związane z techniką (artykuły AGD, pamięć RAM, dioda LED, płyta CD, komputer PC), prawem i administracją (numer NIP, podatek VAT, rejestr KRS) lub medycyną (wirus HIV). Zjawisko występowania tego rodzaju pleonazmów określa się żartobliwie jako RAS syndrome (Redundant Acronym Syndrome syndrome) . W praktyce takie połączenia są jednak powszechne i nie budzą zastrzeżeń środowisk zajmujących się poradnictwem językowym, gdyż brak poprzedzającego skrótowiec rzeczownika może prowadzić do niezręczności, m.in. z uwagi na trudności z odmianą skrótowca przez przypadki. W zdaniu:
Kopiowanie płyty CD do pamięci RAM sygnalizowane jest migotaniem diody LED.
brak owych rzeczowników prowadziłby do nienaturalnie brzmiącego:
Kopiowanie CD do RAM sygnalizowane jest migotaniem LED.
Niektóre skrótowce przyjęło się odmieniać przez przypadki (pojemność RAM-u, ujawnienie PIN-u, zakażenie HIV-em) – o wyborze między odmianą, jej brakiem lub zastosowaniem w danym kontekście pleonazmu decyduje uzus (zwyczaj językowy), w tym przypadku stopień leksykalizacji skrótowca. Obcojęzyczne skrótowce poprzedzone odpowiednimi rzeczownikami tworzą tak zwane pleonazmy pozorne, gdyż obcojęzyczna nazwa występująca w rozwinięciu skrótu nie jest ogólnie przyjętym leksemem języka docelowego – dlatego z przychylną oceną spotykają się określenia podatek VAT (słowo tax w skrótowcu VAT nie jest elementem języka polskiego, w którym jego odpowiednikiem jest słowo podatek), komputer PC i tym podobne.
Stosowalność odmiany skrótowców lub poprzedzanie ich odpowiednimi rzeczownikami może zależeć od kontekstu wypowiedzi i stopnia znajomości danego skrótowca w gronie jej adresatów. W kontekście dotyczącym medycyny, zwłaszcza w specjalistycznym artykule medycznym, poprzedzanie skrótowca HIV rzeczownikiem wirus może być uznane za niefortunne stylistycznie, jednak w kontekstach popularnonaukowych zastosowanie pleonazmu jest uzasadnione.